# Ulachan-Čistaj
Gli Ulachan-Čistaj (in russo Улахан-Чистай?) sono una catena montuosa del sistema dei Monti Čerskij. Si trova in Russia, nella Siberia Orientale, in Sacha (Jacuzia).
A nord-est la valle del fiume Moma separa gli Ulachan-Čistaj dai Monti della Moma. La lunghezza del crinale è di circa 250 km. L'altezza massima è quella del monte Pobeda (3 003 m). I monti sono composti da graniti e rocce vulcaniche. Il rilievo è di tipo alpino. Sono presenti ghiacciai per una superficie totale di circa 100 km². 
Fino a un'altitudine di 900-1000 m, prevale una rada taiga di larici, fino a 1300-1600 m s'incontra pino nano siberiano e tundra di montagna; più in alto deserto sassoso di montagna.